# جون بوتش
جون بوتش (بالإنجليزية: John Putch)‏ هو مخرج وممثل أمريكي، ولد في 27 يوليو 1961 في الولايات المتحدة.

## أعمال

### أفلام
- (2005) مغامرة بوسايدون
- (2009)  كتاب الحب

### مسلسلات
- تحسين المنزل
- زيك ولوثر[4]

## وصلات خارجية
- جون بوتش على موقع IMDb (الإنجليزية)
- جون بوتش على موقع ألو سيني (الفرنسية)
- جون بوتش على موقع أول موفي (الإنجليزية)
- جون بوتش على موقع قاعدة بيانات الأفلام السويدية (السويدية)
- جون بوتش على موقع إن إن دي بي (الإنجليزية)
- جون بوتش على موقع قاعدة بيانات الفيلم (الإنجليزية)
- جون بوتش على موقع كينوبويسك (الروسية)